# Kenley (Londyn)
Kenley – dzielnica Londynu, leżąca w gminie Croydon. W 2011 dzielnica liczyła 14 966 mieszkańców.